# Anna Bocson
Anna Bocson, Geburtsname Wojtaszek, geschiedene Pazera (* 25. November 1936 in Kranowitz, Provinz Oberschlesien) ist eine ehemalige polnisch-australische Speerwerferin.

## Leben und Erfolge
Anna Wojtaszek startete mit dem Sportklub Budowlani aus Oppeln und wurde im Jahr 1955 in Łódź mit 49,36 m die Zweite bei den Polnischen Meisterschaften. Im Jahr 1956 in Zabrze wurde sie mit 49,63 m Polnische Meisterin. Im Jahr 1956 startete sie für Polen bei den Olympischen Spielen in Melbourne, wurde Neunte und blieb in Melbourne. Nach der Eheschließung nahm Anna Pazera australische Staatsbürgerschaft an und siegte bei den British Empire and Commonwealth Games 1958 in Cardiff mit der persönlichen Bestleistung von 57,41 m.
1960 wurde sie Sechste bei den Olympischen Spielen in Rom, und 1962 gewann sie Bronze bei den British Empire and Commonwealth Games in Perth. Bei den Olympischen Spielen 1964 in Tokio schied sie in der Qualifikation aus.
Nach ihrer Wiederheirat holte Anna Bocson mit 47,81 m Silber bei den British Empire and Commonwealth Games 1966 in Kingston. Ihre Tochter Belinda Bocson ist eine australische Schwimmerin.

## Erfolge (Auswahl)
| Jahr           | 1954  | 1955  | 1956  | 1958  | 1962  | 1963  | 1964  | 1966  | 1966  | 1967  | 1968  |
| Entfernung (m) | 38,38 | 49,36 | 49,63 | 57,41 | 48,68 | 51,06 | 48,35 | 47,81 | 51,52 | 51,28 | 50,36 |